# ارثروس

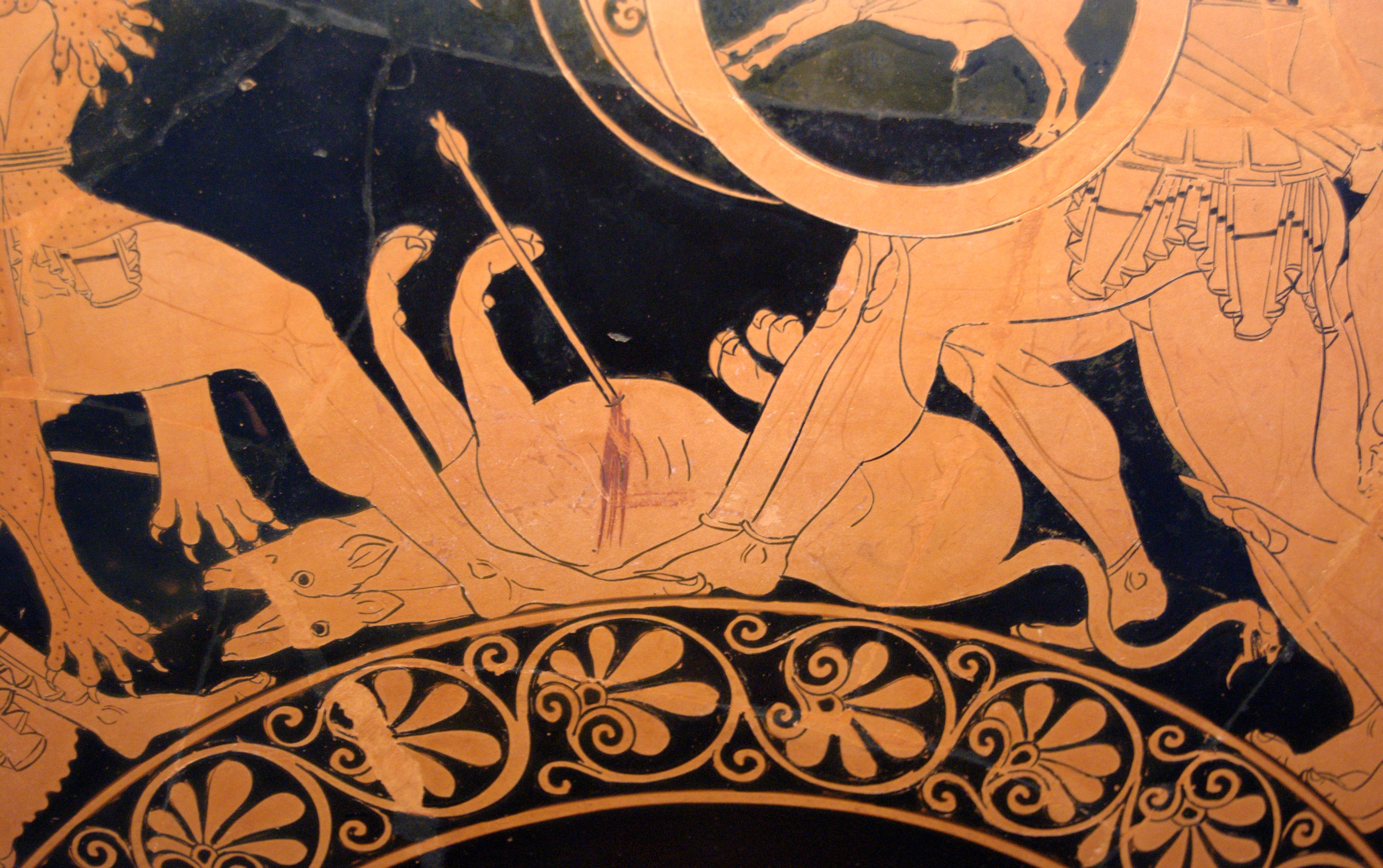
مرگ ارثروس در زیر پای هراکلس و گروئون

ارثروس یا ارثوس (به یونانی: Ὄρθρος; Ὄρθος) به معنی صبح گرگ و میش، یکی از موجودات افسانه‌ای در اساطیر یونان فرزند تایفون و اکیدنا. ارثروس سگی دارای دو سر و دمی به شکل مار که برادر سربروس سگ نگهبان هادس بود. او و اربابش «Eurytion» در جزیره اریتیئا در نزدیکی باغ هسپریدس در غربی‌ترین نقطه دریای مدیترانه، وظیفه مراقبت و نگهداری از گله باشکوه و قرمز رنگ جنگجویی غول پیکر به نام گروئون را برعهده داشتند. هراکلس بالاخره ارثروس، اربابش و گروئون را قبل از بردن گله گاو و اتمام شاهکار دهمش به قتل رساند. 